# Lela Tsurtsumia
Lela Tsurtsumia (Tiflis, 12 de febrero de 1969) es una cantante y actriz georgiana. Nacida y criada en Tbilisi, se graduó en la Universidad de Teatro y Cine Shota Rustaveli. Ella canta en georgiano, megreliano y laz.
Desde su debut en 1999, se ha mantenido como una de las cantantes más populares de su país natal. En 2003, su álbum Suleli ts'vima se convirtió en el más vendido durante el año en Georgia.[cita requerida]

## Biografía
Nacida en la capital georgiana Tiflis, es hija del físico Ludoviko Tsurtsumia y lingüista Nino Lomtatidze. Tiene dos hermanas, Eka y Khatuna. Entre 1986 y 1988 estudió en diversas instituciones artísticas como el Instituto de Teatro de Tiflis. Entre 1994 y 1996 realizó un posgrado en estudios vocales. Formó parte de la Filarmónica desde 1988, actuando como solista, y luego en la banda "Taigouli" entre 1996 y 1999. Realizó también presentaciones musicales en el restaurante Europa, donde conoció a su futuro marido y productor Kakha Mamulashvili.
En 1999 comenzó a trabajar en su primer álbum y publicó sus primeros sencillos, entre los que destacan Minda gimghero isev, Paemani y Rad mindodam. Este último fue acompañado de un videoclip grabado en Ashdod, Israel. Finalmente, en mayo de 2000 se publicó Paemani, su primer álbum, y realizó su primer concierto como solista en la Filarmónica Nacional de Tiflis, con gran éxito.
Su segundo disco, Ocneba Shenze, alcanzó un éxito mayor. El álbum incluyó influencias del pop occidental, música latinoamericana y jazz, marcando una diferencia con su predecesor. Los buenos resultados le permitieron estar entre las artistas más escuchadas de Georgia y realizar un segundo concierto, esta vez en el Palacio de Deportes de Tiflis.
En 2002 se unió a la discográfica ART-Imedi creada por el político y empresario Badri Patarkatsishvili, siendo la artista mejor pagada de la compañía. Con esta compañía lanzó su tercer álbum, Suleli ts'vima, y organizó su primera gira al exterior, visitando Alemania, Grecia e Israel. En 2006 publicó una versión en vivo de su concierto en Zugdidi, donde asistieron más de 40.000 personas.

## Discografía
- Paemani (2000)
- Ocneba Shenze (2000)
- Suleli ts'vima (2004)
- Popular Duets (2005)
- Tsamebs Shentvis Vinaklav (2006)
- Yamo Helessa (2006)

## Filmografía[1]
- 1991: Erti bedis anotacia
- 1992: Khapangi
- 2011: Garigeba 20 clis szemdeg - Ciala
- 2011: Darchi Chemtan - Qeti